# Saga ephippigera
Espèce
Saga ephippigera est une espèce d'insectes orthoptères du genre Saga, plus trapue que les autres espèces de ce genre.

## Répartition
L'espèce Saga ephippigera est présente en Asie-mineure :
- Azerbaïdjan (ssp ephippigera)
- Géorgie (ssp ephippigera)
- Israël (ssp ephippigera)
- Jordanie (ssp ephippigera)
- Liban (les deux sous espèces)
- Sud de la Russie (ssp ephippigera)
- Syrie (les deux sous espèces)
- Turquie (les deux sous espèces)

## Liste des sous-espèces
Deux sous-espèces y sont distinguées :
- Saga ephippigera ephippigera Fischer von Waldheim, 1846
- Saga ephippigera syriaca Lucas, 1864

## Classification
Le nom valide complet (avec auteur) de ce taxon est Saga ephippigera Fischer von Waldheim, 1846.
Saga ephippigera a pour synonymes :
- Saga ephippigera ephippigera
- Saga epippigera
- Saga monstrosa Krauss, 1879
- Saga uvarovi Ramme, 1951